# Troglohyphantes orghidani
Troglohyphantes orghidani là một loài nhện trong họ Linyphiidae.
Loài này thuộc chi Troglohyphantes. Troglohyphantes orghidani được miêu tả năm 1977 bởi Dumitrescu & Georgescu.